# فورد دوليتل
فورد دوليتل (بالإنجليزية: Ford Doolittle)‏ هو كيميائي وعالم كيمياء حيوية وأستاذ جامعي أمريكي، ولد في 30 نوفمبر 1941 في أوربانا في الولايات المتحدة.